# حالات طوارئ الصحة العامة محل الاهتمام الدولي
حالات طوارئ الصحة العامة محل الاهتمام الدولي (بالإنجليزية: Public Health Emergency of International Concern)‏، والمعروف اختصاراً بـ (PHEIC)، هو إعلان رسمي لأزمة صحية عامة محتمل أن يكون لها تمدد عالمي، تصدره لجنة الطوارئ التابعة لمنظمة الصحة العالمية والتي تعمل تحت لوائح الصحة الدولية.
في تاريخ المنظمة أعلنت حالة الطوارئ العامة 6 مرات أخرها في 30 يناير 2020 بعد إعلان فيروس كورونا الجديد حالة طوارئ.
يمكن أيضا أن تتناقل أخبار عن اعلان PHEIC عندما لا يكون هناك أي استدعاء من المنظمة له، كما هو الحال إلى الآن مع متلازمة الجهاز التنفسي الشرق أوسطية.

## التعريف
تُعرّف حالات طوارئ الصحة العامة محل الاهتمام الدولي PHEIC بأنها:
حدث استثنائي يشكل خطر على الصحة العامة للدول الأخرى من خلال انتشار المرض بين الدول، وقد يتطلب استجابة دولية مُنسَّقة، 
التعريف يحدد سمات معينة للأزمة الصحية المحتمل انتشارها دوليًا، فمن شروط الموقف أن يكون خطير، أو مفاجيء، أو إستثنائي غير معتاد بما قد يتطلب تحرك دولي فوري. ويعتبر الإعلان بمثابة دعوة للعمل (برنامج عمل)، وتدبير أخير.
تعرف «حالة طوارئ صحية عامة تثير قلقا دوليا» في اللوائح الصحية الدولية (2005) على أنها «حدث غير عادي يشكل خطرا على الصحة العامة بالنسبة للدول الأخرى من خلال الانتشار الدولي للمرض، وبما يتطلب استجابة دولية منسقة».
ويتضمن هذا التعريف التالي:
1- حدوث وضع صحي خطير أو مفاجئ أو غير عادي أو غير متوقع.
2- الحدث الصحي يحمل تداعيات على الصحة العامة خارج الحدود الوطنية للدولة المتأثرة.
3- الحدث قد يتطلب إجراءات دولية فورية.
ويؤدي الإعلان عن حالة طوارئ عالمية إلى تقديم توصيات إلى جميع البلدان تهدف إلى منع انتشار المرض عبر الحدود أو الحد منه، مع تجنب التدخل غير الضروري في التجارة والسفر.
ويشمل الإعلان توصيات مؤقتة للسلطات الصحية الوطنية في جميع أنحاء العالم، والتي تشمل تكثيف إجراءات الرصد والتأهب والاحتواء.

## خطوات الإعلان
تتكون لجنة الطوارئ (Emergency Committee) في منظمة الصحة العالمية من خبراء دوليين يقدمون المشورة الفنية إلى المدير العام لمنظمة الصحة العالمية في سياق «حالة طوارئ صحية عامة تثير قلقا دوليا» (Public Health Emergency of International Concern)، ووفقا لموقع منظمة الصحة العالمية، فإن اللجنة تقدم وجهات النظر حول التالي:
1. هل الحدث يشكل حالة طوارئ صحية عامة تثير قلقا دوليا (PHEIC)؟
2. التوصيات المؤقتة التي ينبغي أن تتخذها الدولة التي تعاني من حالة طوارئ صحية عامة تثير قلقا دوليا، أو من جانب بلدان أخرى؛ لمنع أو الحد من انتشار المرض دوليا، وتجنب تأثيره غير الضروري في التجارة والسفر الدوليين.
3. إنهاء حالة الطوارئ الصحية.

ويتخذ المدير العام لمنظمة الصحة العالمية القرار النهائي لتوصيات حالة الطوارئ الدولية بناءً على مشورة لجنة الطوارئ، والمعلومات المقدمة من الدول الأطراف، والخبراء العلميين، وتقييم المخاطر على صحة الإنسان، وخطر الانتشار الدولي للمرض، وخطر التأثير على السفر الدولي.
وتجتمع لجان الطوارئ مرة كل ثلاثة أشهر -على الأقل- لمراجعة الوضع الوبائي، ومراجعة إذا كان الحدث لا يزال يمثل حالة طوارئ، وإذا كانت هناك حاجة لإجراء تغييرات على التوصيات.

## تاريخ الإصدارات
صدر أول اعلان PHEIC في أبريل 2009 عندما كان جائحة H1N1 (أو وباء انفلونزا الخنازير ) لا يزال في المرحلة الثالثة، كوسيلة قانونية ملزمة دوليا للوقاية من الأمراض ومراقبتها والسيطرة عليها والاستجابة لها والتي اعتمدتها 194 دولة. وتم الإعلان عن أربع حالات الطوارئ الصحة العامة في الفترة ما بين عامي 2009 م و2016 م. ظهرت الحالة الخامسة  «وباء إيبولا» والمسماة بوباء «كيفو إيبولا» ما بين عامي 2018 م و2019 م، وتم الإعلان عنها تحديدًا في السابع عشر من يوليو لعام 2019 م.
، صدر اعلان PHEIC الثاني في مايو 2014 مع عودة ظهور شلل الأطفال بعد شبه القضاء عليه، وأعتُبر ذلك «حدثا غير عاديا».
في يوم الجمعة 8 أغسطس 2014، أعلنت منظمة الصحة العالمية ثالث حالة «طوارئ صحية عامة مثيرة للقلق الدولي» PHEIC ردا على تفشي مرض الإيبولا في غرب أفريقيا.
في يوم الاثنين 1 فبراير، 2016، أعلنت منظمة الصحة العالمية الرابع ردا على مجموعات من صغر الرأس ومتلازمة غيلان باريه المشتبه بهم، رغم أنه لم تثبت علميا، لتترافق مع اندلاع فيروس زيكا في الأمريكتين.

## أهمية الإعلان
تتمثل أهمية الإعلان في تسريع تطوير اللقاحات والعلاجات والتشخيصات، ومكافحة انتشار الشائعات والتضليل، ومراجعة خطط الاستعداد وتحديد الثغرات وتقييم الموارد اللازمة للتعرف على الحالات وعزلها ورعايتها ومنع انتقال العدوى.
ظهرت نظم الرقابة والاستجابة الصحية من أجل الاكتشاف المبكر والاستجابة الفعالة في مواجهة انتشار الأمراض، ومع ذلك ما زالت حالات التأخير تحدث لسببين: الأول هو التأخر الذي يحدث في الفترة الزمنية ما بين اكتشاف الحالة الأولى، وتأكيد نظام الرعاية الصحية على انتشار المرض، وذلك مصحوبًا بنظام مراقبة ملائم يقوم بجمع البيانات، وتنظيمها وتطويرها. الثاني يتمثل في الفترة الزمنية ما بين اكتشاف انتشار المرض، والاعتراف بالانتشار الواسع النطاق له وإقراره كمحل للاهتمام الدولي. صدر الإعلان من قِبل لجنة الطوارئ المكونة من خبراء يعملون في إطار القواعد المُنظِمة للصحة الدولية IHR لعام 2005، والتي تم تطويرها بعد تفشي وباء السارس (2002- 2003).
ووفقًا للقواعد المُنظِمة للصحة العامة الصادرة عام 2005م، هناك إلزام قانوني للدول بالاستجابة الفورية لإعلانات طوارئ الصحة العامة.

## الإعلانات

### إنفلونزا الخنازير (2009-2010)
في ربيع عام 2009، ظهر فيروس إنفلونزا أ (إتش 1 إن 1) الجديد. اكتُشف أولًا في المكسيك في أمريكا الشمالية وانتشر بسرعة في جميع أنحاء الولايات المتحدة والعالم. في 26 أبريل 2009، بعد أكثر من شهر من ظهور وباء إتش 1 إن 1 (أو إنفلونزا الخنازير) لأول مرة، أُعلن عنه ضمن حالات طوارئ الصحة العامة محل الاهتمام الدولي في الوقت الذي كان فيه ما يزال في المرحلة الثالثة. في غضون ثلاث ساعات في اليوم نفسه، تلقى موقع منظمة الصحة العالمية على شبكة الإنترنت نحو مليوني زيارة، ما استلزم إنشاء موقع إلكتروني مخصص لجائحة إنفلونزا الخنازير. في الوقت الذي أُعلن فيه أن إنفلونزا إتش 1 إن 1 من حالات طوارئ الصحة العامة محل الاهتمام الدولي، كان قد انتشر في ثلاثة بلدان فقط، ولذلك، قيل إن إعلانه حالة طوارئ قد أجج الخوف العام. قدرت دراسة أجريت عام 2013 برعاية منظمة الصحة العالمية أنه رغم كون خطورتها مماثلة لخطورة الإنفلونزا الموسمية، كانت إنفلونزا الخنازير تودي بحياة المرضى أكثر من الإنفلونزا الموسمية، إذ تزداد نسب الوفيات بين الأشخاص الذين تقل أعمارهم عن 65 عامًا.

### الإيبولا (2013-2016)
أُبلغ عن حالات إصابة مؤكدة بفيروس الإيبولا في غينيا في ديسمبر 2013 وليبيريا في مارس 2014 وسيراليون بحلول مايو 2014. في 8 أغسطس 2014، بعد ظهور الإيبولا في الولايات المتحدة وأوروبا ومع استمرار الانتقال المكثف للعدوى في ثلاثة بلدان أخرى لعدة أشهر، أعلنت منظمة الصحة العالمية عن ثالث حالة إصابة بفيروس الإيبولا في غرب إفريقيا. في وقت لاحق، أظهرت إحدى المراجعات أن التأثير المباشر لهذا الوباء على أمريكا أدى إلى تصعيد إعلانه ضمن حالات طوارئ الصحة العامة محل الاهتمام الدولي. كانت هذه أول حالة طوارئ صحية عامة تثير قلقًا دوليًا في بيئة فقيرة الموارد.

### فيروس كورونا (2020-2023)
في 30 يناير 2020، أعلنت منظمة الصحة العالمية تفشي فيروس كورونا، الذي تمركز في ووهان في وسط الصين، ضمن حالات طوارئ الصحة العامة محل الاهتمام الدولي. في 5 مايو 2023، أنهت منظمة الصحة العالمية هذا الإعلان.
في تاريخ الإعلان، كان هناك 7,818 حالة إصابة مؤكدة على مستوى العالم، ما أثر على 19 دولة في خمس من مناطق منظمة الصحة العالمية الستة. كانت منظمة الصحة العالمية قد عقدت في وقت سابق اجتماعات لجنة الطوارئ في 22 و23 يناير 2020 بشأن تفشي المرض، ولكنها قررت في ذلك الوقت أنه من السابق لأوانه إعلان حالة تفشي المرض، نظرًا لنقص البيانات اللازمة ونطاق التأثير العالمي آنذاك.
اعترفت منظمة الصحة العالمية بانتشار جائحة فيروس كورونا في 11 مارس 2020. عقدت لجنة الطوارئ اجتماعها الثالث في 30 أبريل 2020 والرابع في 31 يوليو والخامس في 29 أكتوبر والسادس في 14 يناير 2021 والسابع في 15 أبريل 2021 والتاسع في أكتوبر 2021 والعاشر في يناير 2022 والحادي عشر في أبريل 2022 والثاني عشر في يوليو 2022 والثالث عشر في أكتوبر 2022 والرابع عشر في يناير 2023 والخامس عشر في مايو 2023.